# 徳昌寺
徳昌寺（とくしょうじ）は、新潟県長岡市与板町与板にある曹洞宗の寺院。直江氏の菩提寺。山号は香積山。本尊は十一面観音。境内からは数多くの縄文時代の土器・石器が出土し「徳昌寺遺跡 」として市指定史跡に、火焔型土器が市指定文化財となっている。

## 歴史
文明11年（1479年）、直江秀綱（戒名：昌山一徳居士）が開基となり、耕陰道夫和尚が開山したと伝えられる。主君上杉景勝の会津・米沢移封に直江家とともに移転したが、のちに現在地に戻る。
寛永20年（1643年）、米沢藩藩主上杉定勝は、上杉氏の菩提寺である林泉寺と直江氏の菩提寺であった徳昌寺との僧録の地位をめぐっての争いの結果、徳昌寺を破却した。
文政11年（1828年）に有栖川宮家の祈願所となる。

## 交通アクセス
- JR越後線小島谷駅から車で20分